# تپه کونه مار
تپه کونه مار مربوط به هزاره اول قم است و در شهرستان بوکان، بخش مرکزی، دهستان آختاچی، روستای حاجی کند واقع شده و این اثر در تاریخ ۷ اسفند ۱۳۸۵ با شمارهٔ ثبت ۱۷۷۶۹ به‌عنوان یکی از آثار ملی ایران به ثبت رسیده است.